# Listă de filme franceze din 2009
Aceasta este o listă de filme franceze din 2009:
| 2009                                                    |                                | |                            |                        |
| 13ème Mois Arhivat în 23 mai 2013, la Wayback Machine.  | Lewis-Martin Soucy             | Jean-Pierre Martins, Maria Flor, Jean-Christophe Bouvet, Khalid Maadour | Comedy                     | May 25                 |
| The Imaginarium of Doctor Parnassus                     | Terry Gilliam                  | Heath Ledger, Jude Law | Fantasy                    |                        |
| Looking for Eric                                        | Ken Loach                      | Eric Cantona | Drama/Comedy/Biographical  | June                   |
| Mr. Nobody                                              | Jaco Van Dormael               | Sarah Polley, Jared Leto, Diane Kruger, Rhys Ifans | Science fiction film       | January                |
| A Town Called Panic                                     | Vincent Patar, Stéphane Aubier | | Animation-Comedy           | October 28             |
| Triage                                                  | Danis Tanovic                  | Colin Ferrell, Paz Vega, Christopher Lee | Drama-War                  | June 16                |
| 36 vues du Pic Saint-Loup                               | Jacques Rivette                | Julie-Marie Parmentier, Jacques Bonnaffe, André Marcon |                            | September 16           |
| Adieu Gary Cooper                                       | Nassim Amaouche                | Bernard Blancan, Mohamed Mahmoud Ould Mohamed | Drama                      | July 22                |
| The Good Heart                                          | Dagur Kári                     | Brian Cox, Paul Dano | Drama-Comedy               | March 17               |
| Ah! La libido                                           | Michèle Rosier                 | Audrey Dana, Sarah Grappin, Anna Mihalcea, Claude Degliame | Comedy, Romance            | February               |
| Celle que j'aime                                        | Elie Chouraqui                 | Marc Lavoine, Gérard Darmon, Barbara Schulz | Comedy                     | April 22               |
| L' Armée du crime                                       | Robert Guèdiguian              | Virginie Ledoyen, Simon Abkarian, Robinson Stévenin, Jean-Pierre Darroussin, Lola Naymark, Ariane Ascaride, Grégoire Leprince-Ringuet, Yann Trégouët, Ivan Franek, Olga Legrand,                                  | Drama, History, War        | September 23           |
| Arthur and the Revenge of Maltazard                     | Luc Besson                     | Freddie Highmore, Mia Farrow, Robert Stanton, Madonna, Snoop Dogg, Jimmy Fallon, Emilio Estevez, Robert De Niro, Erik Per Sullivan, Chazz Palminteri, Anthony Anderson, Jason Bateman, Penny Balfour, David Bowie | Adventure, Family, Fantasy | December 9             |
| Bellamy                                                 | Claude Chabrol                 | Gérard Depardieu, Vahina Giocante, Clovis Cornillac, Marie Bunel, Jacques Gamblin, Marie Matherson, Adrienne Pauly                                                                                                | Crime                      | February 25            |
| Bluebeard                                               | Catherine Breillat             | Dominique Thomas, Lola Créton, Daphné Baiwir | Crime                      |                        |
| Le Bonheur de Pierre                                    | Robert Ménard                  | Pierre Richard, Sylvie Testud, Rémy Girard, Louise Portal, Patrick Drolet, Jean-Nicolas Verreault, Luc Proulx, Gaston Lepage, André Lacoste, Vincent Bilodeau, Sylvie Lemay, Philippe Agède                       | Comedy                     | March 6                |
| Cendres et sang                                         | Fanny Ardant                   | Zoltan Butuc |                            | May                    |
| Cineman                                                 | Yann Moix                      | Franck Dubosc, Jean-Christophe Bouvet | Comedy                     | April 29               |
| Le Code a changé                                        | Danièle Thompson               | Emmanuelle Seigner, Dany Boon, Karin Viard, Marina Hands, Patrick Bruel |                            |                        |
| À l'origine                                             | Xavier Giannoli                | |                            | 20 May at Cannes       |
| Les Herbes folles                                       | Alain Resnais                  | |                            | 13 May at Cannes       |
| A Prophet                                               | Jacques Audiard                | |                            | May at Cannes          |
| Enter the Void                                          | Gaspar Noé                     | |                            | 13 May at Cannes       |
| Tomorrow at Dawn                                        | Denis Dercourt                 | |                            | May at Cannes          |
| Irene                                                   | Alain Cavalier                 | |                            | May at Cannes          |
| The Father of My Children                               | Mia Hansen-Løve                | |                            | May at Cannes          |
| Don't Look Back                                         | Marina de Van                  | |                            | May at Cannes          |
| 1943 Le temps d’un répit (A pause during the Holocaust) | André Waksman                  | Robert Paxton, Marie-Anne Matard-Bonucci, Davide Rodogno | Drama                      | in Paris on 4 December |
| Welcome                                                 | Philippe Lioret                | | Drama                      | March 11               |
| Micmacs                                                 | Jean-Pierre Jeunet             | Dany Boon, Dominique Pinon, André Dussollier, Jean-Pierre Marielle, Julie Ferrier, Yolande Moreau |                            | 15 September 2009      |
| OSS 117: Lost in Rio                                    | Michel Hazanavicius            | Jean Dujardin | Comedy                     | 15 April 2009          |